# A magyar női labdarúgó-válogatott mérkőzései 2022-ben
A magyar női labdarúgó-válogatott mérkőzései 2022-ben.
Szövetségi kapitány:
- Margret Kratz

## Mérkőzések
| 315. mérkőzés 2022. február 16. Pinatar-kupa 20:30 | Magyarország   | 2 – 2             | Oroszország                | La Manga |
| 315. mérkőzés 2022. február 16. Pinatar-kupa 20:30 | Zeller 54' 71' | 0 – 0 jegyzőkönyv | Korovkina 51' Lazareva 62' | La Manga |

| 316. mérkőzés 2022. február 19. Pinatar-kupa 15:30 | Magyarország           | 2 – 1             | Lengyelország   | La Manga |
| 316. mérkőzés 2022. február 19. Pinatar-kupa 15:30 | Csiszár 16' Vágó 90+1' | 1 – 1 jegyzőkönyv | Zawistowska 20' | La Manga |

| 317. mérkőzés 2022. február 22. Pinatar-kupa 20:30 | Magyarország | 0 – 0 | Skócia | Pinatar |
| 317. mérkőzés 2022. február 22. Pinatar-kupa 20:30 | jegyzőkönyv  |       |        | Pinatar |

| 318. mérkőzés 2022. április 8. vb-selejtező 17:30 | Magyarország                                                  | 7 – 0             | Feröer | Budapest, Szusza Ferenc Stadion Nézőszám: 960 Játékvezető: Meliz Özçiğdem török |
| 318. mérkőzés 2022. április 8. vb-selejtező 17:30 | Zágor 12' Csiszár 13' Vágó 15' 19' 55' Fenyvesi 23' Csiki 32' | 6 – 0 jegyzőkönyv |        | Budapest, Szusza Ferenc Stadion Nézőszám: 960 Játékvezető: Meliz Özçiğdem török |

| 319. mérkőzés 2022. április 11. barátságos 20:30 | Magyarország         | 1 – 3             | Brazília                                        | Pinatar, Pinatar Arena Játékvezető: Amara Acevedo spanyol |
| 319. mérkőzés 2022. április 11. barátságos 20:30 | Csiki 75' (11-esből) | 0 – 1 jegyzőkönyv | Gabi Nunes 14' Bia Zaneratto 54' Gabi Nunes 62' | Pinatar, Pinatar Arena Játékvezető: Amara Acevedo spanyol |

| 320. mérkőzés 2022. június 28. vb-selejtező 20:00 | Ukrajna                  | 2 – 0             | Magyarország | Rzeszów, Játékvezető: Fatemeh Zangeneh (norvég) |
| 320. mérkőzés 2022. június 28. vb-selejtező 20:00 | Kravec 27' Ovdijcsuk 90' | 1 – 0 jegyzőkönyv |              | Rzeszów, Játékvezető: Fatemeh Zangeneh (norvég) |

| 321. mérkőzés 2022. szeptember 2. vb-selejtező 21:00 | Spanyolország                            | 3 – 0             | Magyarország | Las Rozas de Madrid, La Ciudad del Fútbol Játékvezető: Ivana Projkovska (északmacedón) |
| 321. mérkőzés 2022. szeptember 2. vb-selejtező 21:00 | E. González 23' Paredes 27' Guijarro 73' | 2 – 0 jegyzőkönyv |              | Las Rozas de Madrid, La Ciudad del Fútbol Játékvezető: Ivana Projkovska (északmacedón) |

| 322. mérkőzés 2022. szeptember 5. barátságos : | Gibraltár | 0 – 12            | Magyarország |  |
| 322. mérkőzés 2022. szeptember 5. barátságos : |           | 0 – 7 jegyzőkönyv | Fenyvesi 12' Zeller 19' 34' 43' 90+4' Turányi 20' Neale 32' (öngól) Vágó 38' Pápai 57' Pusztai 60' Csiki 70' (11-esből) Mayer 78' |  |

| 323. mérkőzés 2022. október 7. barátságos 18:00 | Csehország          | 3 – 3             | Magyarország                        | Zlín, |
| 323. mérkőzés 2022. október 7. barátságos 18:00 | Stašková 3' 24' 84' | 2 – 0 jegyzőkönyv | Vágó 47' (11-esből) Pusztai 55' 71' | Zlín, |

| 324. mérkőzés 2022. november 11. barátságos 18:00 | Magyarország                  | 3 – 0             | Üzbegisztán | Szombathely, Haladás Sportkomplexum |
| 324. mérkőzés 2022. november 11. barátságos 18:00 | Zeller 26' Papp 34' Csiki 71' | 2 – 0 jegyzőkönyv |             | Szombathely, Haladás Sportkomplexum |

| 325. mérkőzés 2022. november 15. barátságos 18:00 | Magyarország                                          | 5 – 0             | Üzbegisztán | Szombathely, Haladás Sportkomplexum |
| 325. mérkőzés 2022. november 15. barátságos 18:00 | Vágó 22' Pápai 35' Pusztai 50' Szabó V. 63' Kaján 82' | 2 – 0 jegyzőkönyv |             | Szombathely, Haladás Sportkomplexum |